# Paolo Grillandi
Paolo Grillandi (ur. ok. 1490 r. w Abruzja - zm. ?) włoski prawnik, z ramienia papieża od 1517 r. uczestnik sądów o czary. 
Wielokrotnie był świadkiem stosowania wobec podejrzanych tortur i wymuszania zeznań zgodnych z oczekiwaniami sądzących, czego wówczas tak nie postrzegano. W oparciu o te doświadczenia powstał Tractatus de sortilegiis et hereticis (1536), fundamentalny tekst o magii i czarnoksięstwie (czarownicach). Grillandi podaje tam sposoby wyszukiwania i rozpoznawania czarownic oraz metody stosowania skutecznych tortur. Zaczerpnięte z tego dzieła wiadomości o czarownicach stały się podstawą sukcesu książki Josta Damuderiusza.
O czarach i badaniu traktowały też następne prace Grillandiego: De tractatus tortura et Questionibus (Traktat o torturach i sposobie zadawania pytań) oraz De carceratorum relaxatione. 